# Andrea Cordero Lanza di Montezemolo
Andrea kardinál Cordero Lanza di Montezemolo (27. srpna 1925 Turín – 19. listopadu 2017) byl italský římskokatolický kněz, dlouholetý vatikánský diplomat, kardinál.

## Kněz
Pocházel z aristokratické rodiny. Během druhé světové války sloužil v armádě. Po roce 1945 dokončil přerušené studium architektury. Po jeho dokončení působil jako vyučující na vysoké škole, souběžně začal studovat teologii na Papežské univerzitě Gregoriana a v Collegio Capranica. Kněžské svěcení přijal 13. března 1954. Pokračoval ve studiích, na Papežské lateránské univerzitě získal doktorát z kanonického práva, studoval rovněž na Papežské diplomatické akademii.
V roce 1960 začal působit ve vatikánských diplomatických službách, jeho prvním místem byla práce sekretáře na nunciatuře v Mexiku. V dalších letech působil jako sekretář nunciatury v Japonsku (1964 až 1966) a Keni (1966 až 1968). Od roku 1968 pracoval na státním sekretariátu, byl mj. sekretářem Papežské komise "Iustitia et Pax".

## Biskup
V dubnu 1977 ho papež Pavel VI. jmenoval titulárním arcibiskupem a pronunciem v Papui Nové Guineji. Biskupské svěcení přijal 4. června téhož roku. Od listopadu 1980 byl nunciem v několika amerických zemích (Honduras, Nikaragua, Uruguay). Od roku 1990 se jeho působištěm stal Blízký Východ – plnil funkci apoštolského delegáta v Jeruzalémě a Palestině, byl rovněž pronunciem na Kypru, od června 1994 nunciem v Izraeli. Poslední roky své diplomatické služby strávil jako nuncius v Itálii a San Marinu (od roku 1998 do dubna 2001). V květnu 2005 byl jmenován arciknězem baziliky svatého Pavla za hradbami. Podílel se na tvorbě znaku papeže Benedikta XVI. v roce 2003. V roce 2012 vytvořil také znak královéhradeckého biskupa Jana Vokála.

## Kardinál
Při konzistoři 24. března 2006 byl jmenován kardinálem. Vzhledem k věku neměl právo účastnit se konkláve. Jeho jmenování tak mělo především charakter ocenění jeho dosavadní činnosti.